# Brenda Cossman
Brenda Cossman, född 1960, är en juridikprofessor vid University of Toronto. Där var hon mellan 2009 och 2018 chef för Mark S. Bonham Centre for Sexual Diversity Studies.
Hennes föreläsande och forskning kretsar kring familjelagstiftning, feministisk teoribildning, lagar inom filmproduktion samt lagar relaterat till sexualiteten.

## Biografi

### Studier och tidig karriär
Cossman har avlagt juridikexamina vid både Harvard och University of Toronto, och hon har grundexamen från Queen's University. Åren 2002 och 2003 var hon gästföreläsare i juridik vid Harvard Law School. Innan hon inledde sin första tjänst vid University of Toronto arbetade hon som lektor vid York Universitys Osgoode Hall Law School.

### Juridisk karriär, debattör
Hon är aktiv runt lagreformer, inte minst gällande samkönade relationer och definitioner av begreppet familj. Hon har författat rapporter för både den tidigare Law Commission of Canada och Ontario Law Reform Commission, den senare runt lagligt reglerande av relationer mellan vuxna.
Cossman är också en flitig kommentator i massmedier i ämnen relaterade till juridik runt sexuella ämnen, bland annat för The Globe and Mail och CBC. Genom sin skrivande karriär har hon gjort sig känd för åsikter som gått emot den "allmänna opinionen" i frågor som censur, HBTQ-rättigheter, abort, polygami, sexarbete och pornografi – oftast till försvar för enligt henne marginaliserade grupper i samhället. I sin verksamhet som skribent och debattör har hon lekfullt beskrivit sig själv som en "professionell bråkstake".

### Författarskap
Under sin karriär har Cossman författat cirka ett halvdussin böcker. 1995 kom hennes Censorship and the Arts: Law, Controversy, Debate, Facts, med fokus på hur censuren appliceras på konstverk av olika slag. Två år senare var hon medförfattare till Bad Attitude/s on Trial: Pornography, Feminism and the Butler Decision, en genomgång av det kontroversiella rättsfallet kring den erotiska lesbiska tidskriften Bad Attitudes som riskerade att skärpa censuren kring presentationen av olika sexuella praktiker.
2002 sammanställde Cossman och Judy Dudge (båda då knutna till York University). Privatization, Law, and the Challenge to Feminism. I boken belyser de två hur samhällets ökande privatisering och (efter Berlinmurens fall) en kännbar nyliberalism gett nya utmaningar för arbetet för ökad jämställdhet. Sexual Citizens: The Legal and Cultural Regulation of Sex and Belonging (2007) fortsätter beskrivningen av hur individen påverkas i ett samhälle i förändring. Här studeras hur det sociala "medborgarskapet" urholkas alltmer och istället ersätts av en allt starkare identitet som konsument.
Fokus på jämställdhet och lagens roll under metoo-eran var ämnet för boken The New Sex Wars: Sexual Harm in the #Metoo Era (2021). Där jämfördes den fjärde vågens feminism med det "sexkrig" som under andra feministiska vågens 1970- och 1980-tal ställde radikalfeminister emot sexpositiva feminister.

### Övriga aktiviteter, erkännande
Under tio års tid var hon styrelseledamot hos Pink Triangle Press, och hon var under den tiden en flitig bidragsgivare till deras publikation Xtra!. 2012 utsågs Cossman till fellow hos Royal Society of Canada.

## Privatliv
Cossman är aktiv inom den kanadensiska HBTQ-rörelsen. Hon har två barn.